# TT204
La tombe thébaine TT 204 est située à El-Khokha, dans la nécropole thébaine, sur la rive ouest du Nil, face à Louxor en Égypte.
C'est la sépulture de Nebânsou (Nb-'n-sw), matelot du grand prêtre d'Amon, datant de la XVIIIe dynastie.